# Japanska F3-mästerskapet 2011
Japanska F3-mästerskapet 2011 var den trettiotredje säsongen av det japanska F3-mästerskapet. 

## Resultat
| Omgång | Omgång | Bana                          | Datum        | Pole Position           | Snabbaste varv          | Vinnande förare         | Vinnande team           | Nationell vinnare       |
| ------ | ------ | ----------------------------- | ------------ | ----------------------- | ----------------------- | ----------------------- | ----------------------- | ----------------------- |
| 1      | R1     | Suzuka Circuit                | 14 maj       | Hironobu Yasuda         | Hideki Yamauchi         | Hideki Yamauchi         | Hanashima Racing        | Tomoki Nojiri           |
| 1      | R2     | Suzuka Circuit                | 15 maj       | Hideki Yamauchi         | Hideki Yamauchi         | Hironobu Yasuda         | ThreeBond Racing        | Katsumasa Chiyo         |
| 2      | R1     | Fuji Speedway                 | 11 juli      | Hironobu Yasuda         | Yuhi Sekiguchi          | Yuhi Sekiguchi          | B-MAX Engineering       | Yuichi Nakayama         |
| 2      | R2     | Fuji Speedway                 | 12 juli      | Hironobu Yasuda         | Yuhi Sekiguchi          | Hironobu Yasuda         | ThreeBond Racing        | Katsumasa Chiyo         |
| 2      | R3     | Fuji Speedway                 | 12 juli      |                         | Hironobu Yasuda         | Naoya Gamou             | Petronas Team TOM'S     | Tomoki Nojiri           |
| 3      | R1     | Fuji Speedway                 | 16 juli      | Yuhi Sekiguchi          | Yuhi Sekiguchi          | Yuhi Sekiguchi          | B-MAX Engineering       | Kazuki Miura            |
| 3      | R2     | Fuji Speedway                 | 17 juli      | Yuhi Sekiguchi          | Yuhi Sekiguchi          | Hironobu Yasuda         | ThreeBond Racing        | Yuichi Nakayama         |
| 4      | R1     | Twin Ring Motegi              | 6 augusti    | Yuhi Sekiguchi          | Yuhi Sekiguchi          | Yuhi Sekiguchi          | B-MAX Engineering       | Katsumasa Chiyo         |
| 4      | R2     | Twin Ring Motegi              | 7 augusti    | Yuhi Sekiguchi          | Yuhi Sekiguchi          | Yuhi Sekiguchi          | B-MAX Engineering       | Gary Thompson           |
| 5      | R1     | Okayama International Circuit | 27 augusti   | Yuhi Sekiguchi          | Hironobu Yasuda         | Hironobu Yasuda         | ThreeBond Racing        | Tomoki Nojiri           |
| 5      | R2     | Okayama International Circuit | 28 augusti   | Yuhi Sekiguchi          | Hideki Yamauchi         | Hideki Yamauchi         | Hanashima Racing        | Yuichi Nakayama         |
| 6      | R1     | Suzuka Circuit                | 3 september  | Tävlingshelgen inställd | Tävlingshelgen inställd | Tävlingshelgen inställd | Tävlingshelgen inställd | Tävlingshelgen inställd |
| 6      | R2     | Suzuka Circuit                | 4 september  | Tävlingshelgen inställd | Tävlingshelgen inställd | Tävlingshelgen inställd | Tävlingshelgen inställd | Tävlingshelgen inställd |
| 7      | R1     | Sportsland SUGO               | 24 september | Hideki Yamauchi         | Yuhi Sekiguchi          | Hideki Yamauchi         | Hanashima Racing        | Katsumasa Chiyo         |
| 7      | R2     | Sportsland SUGO               | 25 september | Yuhi Sekiguchi          | Yuhi Sekiguchi          | Yuhi Sekiguchi          | B-MAX Engineering       | Daiki Sasaki            |
| 7      | R3     | Sportsland SUGO               | 25 september |                         | Naoya Gamou             | Yuhi Sekiguchi          | B-MAX Engineering       | Katsumasa Chiyo         |